# Liga Mexicana de Béisbol 1928
La Temporada 1928 de la Liga Mexicana de Béisbol fue la cuarta edición. Para este año hubo una expansión de 6 a 7 equipos, pero solamente se mantuvo en la liga el Gabay de Pachuca, que cambió su nombre por el de Pachuca de Hidalgo, el resto de los equipos cambiaron de sede. Desaparecieron los equipos de Artillería de México, Club México, Gendarmería de México, Ocampo de Jalapa y los Tuneros de San Luis. En su lugar ingresaron los equipos de Bravo Izquierdo de Puebla, Carmona de México, Chiclets Adams de México, Policía del DF, Sindicato de México y los Tigres de Comintra. El calendario constaba de 18 juegos que se realizaban solamente los fines de semana, el equipo con el mejor porcentaje de ganados y perdidos se coronaba campeón de la liga. 
Policía del DF obtuvo el único campeonato de su historia al ganar una serie final contra el Bravo Izquierdo de Puebla 2 juegos a 0, ya que ambos equipos terminaron empatados en primer lugar con 13 ganados y 5 perdidos, con 3 juegos y medio de ventaja sobre el Carmona de México. El mánager campeón fue Horacio "Lechón" Hernández.

## Equipos participantes
| Liga Mexicana de Béisbol 1928 |           |                  |
| Equipo                        | Fundación | Ciudad           |
| Bravo Izquierdo de Puebla     | 1928      | Puebla, Puebla   |
| Carmona de México             | 1925      | México, D. F.    |
| Chiclets Adams de México      | 1928      | México, D. F.    |
| Pachuca de Hidalgo            | 1926      | Pachuca, Hidalgo |
| Policía del DF                | 1928      | México, D. F.    |
| Sindicato de México           | 1928      | México, D. F.    |
| Tigres de Comintra            | 1928      | México, D. F.    |

## Posiciones
| Liga Mexicana de Béisbol | Liga Mexicana de Béisbol | Liga Mexicana de Béisbol | Liga Mexicana de Béisbol | Liga Mexicana de Béisbol |
| Equipo                   | JG                       | JP                       | PCT                      | JV                       |
| ------------------------ | ------------------------ | ------------------------ | ------------------------ | ------------------------ |
| Policía                  | 13                       | 5                        | .722                     | -                        |
| Puebla                   | 13                       | 5                        | .722                     | -                        |
| Carmona                  | 9                        | 8                        | .529                     | 3.5                      |
| Comintra                 | 8                        | 10                       | .444                     | 5.0                      |
| Sindicato                | 7                        | 10                       | .412                     | 5.5                      |
| Chiclets Adams           | 6                        | 11                       | .353                     | 6.5                      |
| Hidalgo                  | 5                        | 12                       | .294                     | 7.5                      |

| Empatados en primer lugar, por lo que se jugó una Serie por el Campeonato |